# Margo Wilson
Margo Wilson FRSC (1942 – 2009) fue una psicóloga evolutiva canadiense. Fue profesora de psicología en la Universidad McMaster en Hamilton, Ontario, Canadá, destaca por su trabajo pionero en el campo de la psicología evolutiva y sus aportes al estudio de la violencia. 

## Biografía
Wilson nació el 1 de octubre de 1942 en Winnipeg, Manitoba, Canadá.  Pasó sus años de infancia en la comunidad Gwich'in de Fort McPherson, donde su madre, enfermera, prestaba servicios médicos.  Asistió a la Universidad de Alberta y se graduó en psicología en 1964.  Luego estudió endocrinología del comportamiento en la Universidad de California y, tras ganar una beca de la Commonwealth, en el University College London, Inglaterra, donde obtuvo su doctorado en 1972.  
De 1972 a 1975, fue profesora asistente visitante en la Universidad de Toronto, donde conoció a su futuro marido, el también psicólogo Martin Daly .   Juntos, se mudaron a Hamilton en 1978 después de que Daly fuera contratado por la Universidad McMaster.  En la década de 1980, Wilson fue nombrada profesora de Psicología en McMaster, donde permaneció durante el resto de su carrera. 
Wilson fue elegido presidente de la Sociedad de Evolución y Comportamiento Humano en 1997.  Con Daly, fue, durante 10 años, editora en jefe de la revista Evolution and Human Behavior .  En 1998, fue nombrada miembro de la Royal Society . 
Wilson murió en Hamilton el 24 de septiembre de 2009 de cáncer .  En 2009, la Sociedad de Evolución y Comportamiento Humano estableció el Premio Margo Wilson (al mejor artículo publicado el año anterior) para honrar sus contribuciones al campo.  

## Investigación
En 1978, Wilson le propuso a Daly la idea de que podrían analizar patrones de homicidio para comprender mejor los comportamientos sociales de los humanos desde una perspectiva evolutiva.  Durante los siguientes 30 años, Wilson y Daly colaboraron en esta investigación, siendo autores de varios libros y más de 100 artículos académicos y capítulos de libros en esta área.  
Su primer libro sobre este tema, Homicide (1988),  ha sido descrito como un texto "fundador"  y "clásico"  para el campo de la psicología evolutiva. Su segundo libro sobre homicidio, La verdad sobre Cenicienta (1999),  resumió sus hallazgos sobre el efecto Cenicienta, que sugiere que los padrastros tienen más probabilidades de maltratar a los niños que los padres biológicos.